# Малореченск
Малореченск — посёлок в Кинель-Черкасском районе Самарской области. Входит в состав сельского поселения Александровка.

## История
В 1973 г. Указом Президиума ВС РСФСР посёлок отделения № 1 совхоза «Красная Заря» переименован в Малореченск.

## Население
| 2010 |
| ---- |
| 0    |